# Andrzej Skorupa
Andrzej Skorupa (ur. 26 lipca 1959 w Radomiu) – polski siatkarz grający na pozycji rozgrywającego, w latach 1983–1989 reprezentant Polski. 2-krotny wicemistrz Szwajcarii z TSV Jona i 2-krotny brązowy medalista mistrzostw Polski z Czarnymi Radom. Po zakończeniu kariery szkoleniowiec.
Pierwsze kroki w piłce siatkowej stawiał w radomskim Technikum Elektronicznym. Treningi rozpoczął w 1977. Przez niemal całą karierę grał w Czarnych Radom. W sezonie 1983/84 ze swoim zespołem awansował do Ekstraklasy. W latach 1992–1994 był zawodnikiem szwajcarskiego TSV Jona, z którym 2-krotnie wywalczył tytuł wicemistrza Szwajcarii. Po powrocie do Polski ponownie zostałem graczem Czarnych. Z drużyną z Radomia zdobył 2 brązowe medale mistrzostw krajowych w 1994 i 1995. W 1996 zakończył karierę zawodniczą.
W reprezentacji Polski grał w latach 1983–1989 i wystąpił w niej w 66 spotkaniach. Uczestniczył w mistrzostwach Europy w Szwecji w 1989 roku, gdzie Polacy wywalczyli 7. miejsce. Reprezentował Polskę, kiedy szkoleniowcami kadry byli kolejno: Hubert Wagner, Stanisław Gościniak i Leszek Milewski.
Po zakończeniu pracy zawodniczej zajął się pracami szkoleniowymi. W 1997 został trenerem reprezentacji Wojsk Lotniczych. Od 4 lutego do 7 maja 2002 był szkoleniowcem Czarnych Radom, których nie zdołał utrzymać w Polskiej Lidze Siatkówki. W sezonie 2002/03 pełnił obowiązki asystenta trenera Pawła Blomberga.
Ma dwie córki bliźniaczki: Katarzynę i Małgorzatę, obie będące siatkarkami.